# 新卡斯蒂柳
新卡斯蒂柳是巴西圣保罗州的一个市镇。总面积183.799平方公里，总人口1057人，人口密度5.8人/平方公里。